# Reichsapfel (Reichskleinodien)

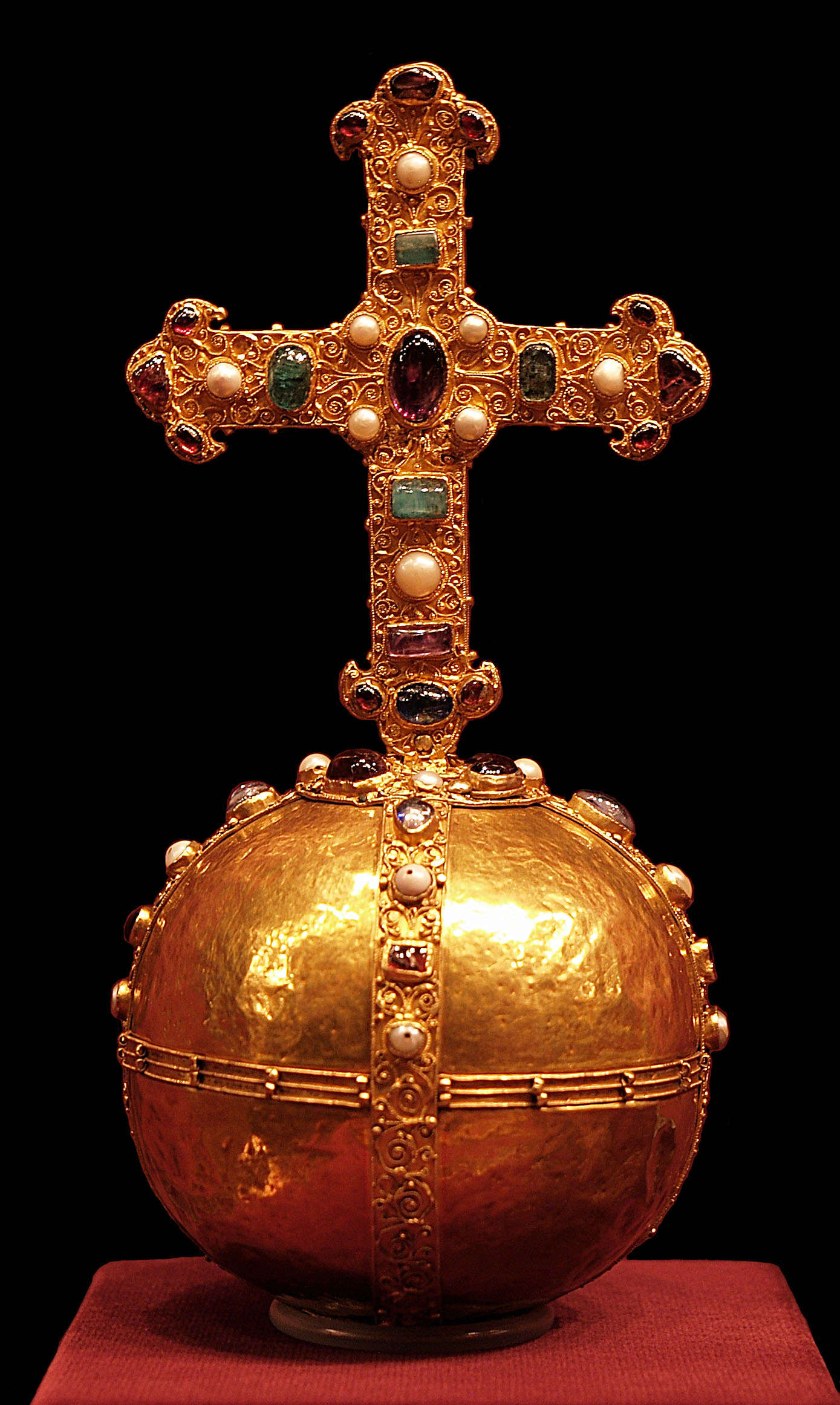
Der Reichsapfel des Heiligen Römischen Reiches

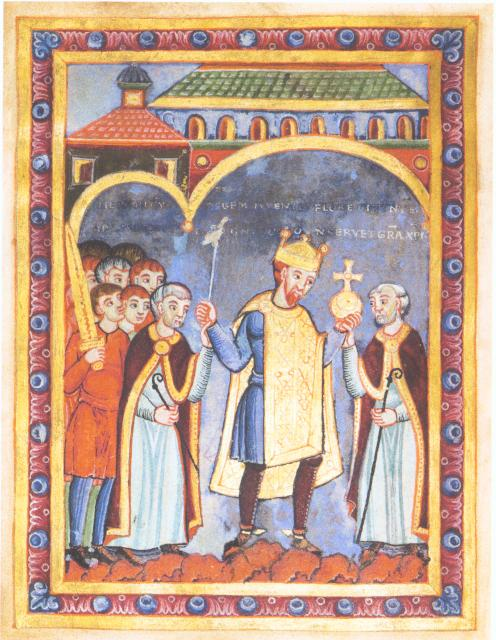
Perikopenbuch Heinrichs III.: König Heinrich geht am Jahrestag seines Herrschaftsantritts, dem 5. Juni 1040, anlässlich der Weihe der Klosterkirche in Stablo unter-der-Krone. Zwei Äbte geleiten ihn, indem sie seine Hände, die Adlerszepter und Reichsapfel halten, stützen; links ein Laie als Schwertträger. Echternach, Mitte des 11. Jahrhunderts. Bremen, Staats- und Universitätsbibliothek, Ms.b. 21, fol. 3v

Der Reichsapfel (lateinisch Globus Cruciger, von globus „Kugel“, crux „Kreuz“ und gerere „tragen“) des Heiligen Römischen Reiches gehört zu den Reichskleinodien. Als Attribut des römischen Gottes Jupiters war der Erdball in der Hand des Kaisers bzw. des römisch-deutschen Königs als künftigen Kaisers Sinnbild der Weltherrschaft.
Zusammen mit der Krone und dem Zepter wurde er dem König während der Krönungszeremonie überreicht. Mit diesen drei Insignien wurden sehr häufig Könige und Kaiser auf Bildern dargestellt. Als traditioneller Bestandteil der Insignien eines Herrschers hat der Reichsapfel, der sich seit 1800 in der Wiener Schatzkammer befindet, aber nie die konkrete, auf das Einzelstück bezogene Bedeutung erlangt, wie beispielsweise die Reichskrone, die Heilige Lanze oder das Reichsschwert.

## Aussehen
Der Reichsapfel der Reichskleinodien hat eine Höhe von 21 cm und ist aus Gold, Goldfiligran gefertigt und mit Edelsteinen und Perlen besetzt.
Die Kugel, die den Globus stilisiert, besteht aus einer Harzmasse und ist mit Goldblech umkleidet. Die Spangen entlang des Äquators waren, genauso wie die des aufgesetzten Kreuzes, ursprünglich mit Perlen besetzt. Der Stein im Schnittpunkt der beiden Kreuzbalken ist ein violetter Saphir und zeigt ein Monogramm, das denen der merowingischen Könige ähnelt, bisher aber nicht gedeutet werden konnte.

## Geschichte
Der Reichsapfel geht historisch auf die griechische Sphaira und den späteren Globus der Römer zurück, der die Weltherrschaft des Römischen Reiches symbolisierte. Auf mittelalterlichen und neuzeitlichen Münzen sind die deutschen Kaiser und Könige häufig mit dem Reichsapfel in der linken Hand dargestellt. Auch auf Münzen der rheinischen Pfalzgrafen (kurfürstliche Linien) ist der Reichsapfel dargestellt, denn sie hatten das Amt des Erztruchsesses inne, das durch den Reichsapfel symbolisiert wurde (Erzämter).
Ein erster Hinweis auf einen überreichten Reichsapfel findet sich kurz vor der Kaiserkrönung Heinrichs II. durch Papst Benedikt VIII. am 14. Februar 1014. Benedikt VIII. und die römische Bürgerschaft zogen Heinrich II. weit entgegen und bereiteten ihm noch vor Rom einen feierlichen Empfang, wobei der Papst einen mit Edelsteinen besetzten und mit einem goldenen Kreuz geschmückten Reichsapfel aus Gold überreichte, den er zuvor für diesen Anlass hat fertigen lassen. Heinrich II. gab diesen Reichsapfel an das Kloster Cluny weiter. Abt Odilo von Cluny hatte mit dem Hof am 25. Dezember 1013 in Pavia das Weihnachtsfest gefeiert und war auch bei der Kaiserkrönung zugegen.
Ein Reichsapfel wird ferner im Jahre 1191 bei der Kaiserkrönung Heinrichs VI. dem neuen Kaiser überreicht. Die Form des Kreuzes und die Filigranornamente legen nahe, dass dieser Reichsapfel nicht wesentlich früher entstanden sein kann. Andererseits gibt es aber keine Anhaltspunkte dafür, dass der Reichsapfel, der heute in der Schatzkammer in Wien aufbewahrt wird, dem Kaiser überreicht wurde. Helmut Trnek schreibt dazu:

„Die traditionellen Krönungsinsignien, darunter Zepter und Reichsapfel, wurden aus dem Hort beliebig ausgewählt.“

Neben dem reich ausgestatteten Stück existierten bis zur Flüchtung der Reichskleinodien aus Nürnberg im Jahre 1796 noch zwei einfacher gearbeitete Reichsäpfel, die aber in den Wirren verlorengingen. So bildete Albrecht Dürer Karl den Großen auf seinem Idealbild aus dem Jahre 1513 mit einem der beiden einfacheren Exemplare ab.